# Metanephrops japonicus
Metanephrops japonicus is een kreeftensoort uit de familie van de Nephropidae. De wetenschappelijke naam van de soort is voor het eerst geldig gepubliceerd in 1873 door Tapparone-Canefri.